# Metamorfoz
«Metamorfoz» (рус. Метаморфоз) — шестой туркоязычный и седьмой студийный альбом турецкого певца Таркана, выпущен 25 декабря в Турции, и только через 5 недель в Европе. Семь песен Таркан написал сам, а три совместно с композитором, с которым он работает с 1994 года — Озаном Чолаколу. За первую неделю альбом был продан тиражом в 300 тысяч экземпляров.

## Запись альбома
В интервью турецкому журналу «Yeni Aktüel» Таркан сказал несколько слов о записи альбома в целом, и о каждой песне отдельно. Например, о песне «Vay Aman Vay» он сказал, что написал её, когда работал совсем над другой песней. Изначально песня получилась «не очень», но когда они вместе с Озаном поработали над песней два часа, решили всё же включить её в трек-лист альбома, а также записать пару песен в похожем стиле. В этом же стиле записана песня «Нор Нор». Таркан признался, что использовал политические темы для написания текста песни, а также в тексте есть строчки об ужасах войны и правах человека, которые часто нарушаются. В ответ на вопрос о балладе «Pare Pare» Таркан
сказал: «Я хотел открыть моё сердце всем, кто прослушал или прослушает мою песню. Эта песня о несчастной любви, я посвящаю её девушке, которая не смогла одарить меня любовью.»
Полная противоположность — песня «Gün Gibi» рассказывает о чувствах влюблённого мужчины. Таркан сказал — «Эта песня про счастливого „соловья“, который готов вечно дарить ей цветы».

## Список композиций
1. «Vay Anam Vay» 4:04
2. «Dilli Düdük» 3:38
3. «Arada Bir» 4:09
4. «İstanbul Ağlıyor» 4:49
5. «Hop Hop» 4:22
6. «Dedikodu» 4:20
7. «Bam Teli» 4:35
8. «Gün Gibi» 4:55
9. «Çat Kapı» 3:36
10. «Pare Pare» 5:15

## Музыкальные видеоролики
Все клипы снимал один человек — Кевин Баруану. Все видеоролики были сняты за короткое время. Коллегой по съёмкам была израильская модель Лироз Дрор. Съемки происходили на фоне «голубого экрана».
- Vay Aman Vay — как и на обложке, в клипе доминирует серый цвет. Таркан снимался в клипе в том же сером костюме, что и на обложку альбома. Видео развито на 3 действия. В первом Таркан в сером костюме сидит на белом диване, во втором действии в этом же костюме он поёт на фоне экрана с изображением Лизоры, а в последнем, уже переодевшись в джинсы и кожаную куртку, он танцует на фоне серой стены.
- Dilli Düdük — в клипе Таркан «говорит» о славе. Клип разделен на два действия. Первое — Таркан поёт в окружении поклонниц, лимузинов и прочих атрибутов славы. Во вторых Таркан, переодевшись из классического чёрного костюма в тёмные джинсы, белую футболку и чёрный жилет танцует на фоне газетных и журнальных статей.
- Arada Bir. В клипе Таркан снялся в похожих джинсах, футболке и жилете. По сценарию он едет по пустому шоссе. Его обгоняет девушка, а в финале Таркан перелезает из своей машины в машину девушки.
- Pare Pare — На фоне серой стены Таркан рассказывает историю своей несчастной любви.

## Критика
- Михаэль Шоу (музыкальный критик)[3]

Отличительной чертой этого альбома является то, что в нём много роковых звучании, а это не свойственно Таркану. Я не смогу сказать, что это дешёвая «попсятина». Нет, эти песни будут звучать и через десять лет.
Оригинальный текст (англ.)The tone of the album is a bit of rock, its characteristics were not lost during postproduction; basically we get the usual tarkan sound. Electronics was not exaggerated, we cannot talk about any cheap sound either. Middle tempo, up-to-date, and what's more important, it won't lose its musical actuality after 10 years, either. The album has the same rhythm and sound all along, and of this maybe we can say that "ok, it's consistent", but a star like him should make a more colorful album. There could be, for example, a dance song, a ballad, or a pop-rock one, or a hard rock song, it could have been made more colorful. Finally, this album is not exaggerated, and it's not that bad so that we could keep on spatting on it, but it's not as perfect to take the place of Tarkan's great old hits, either. Tarkan made a pure album without any rustic or loutness in it; Vay Anam Vay – Dilli Düdük – İstanbul Ağlıyor – Arada Bir – Dedikodu - these are the songs that make the album pass, if only the other songs would be like them, too.

- Ясемин Кага (Менеджер музыкального лейбла Sony в Турции)[4]

Это очень сложно, критиковать. А особенно когда критикуется что-то плохое. Но в данном случае это не так. Я знаю, нам предстоит слышать эти песни ещё и ещё. Они разные, и я знаю, что Таркан положил много сил, чтобы сделать их такими.
Оригинальный текст (англ.)It is very important who is the critic that comments on the album. I think that we are going to listen to these songs a lot. Tarkan brought novelty in terms of musical style. The songs are different, the effects are different. I know they worked on it for a long time.

- Наим Дилменер (музыкальный критик)

Этот альбом не в стиле Таркана. Он зашёл слишком далеко. Ему это не идёт. По крайней мере, его предыдущий туркоязычный альбом «Dudu»
я люблю больше.
Оригинальный текст (англ.)The album is not good enough for Tarkan's musical standards. Tarkan is a star that could outdo his previous works so far. This is the exact reason why we always expect more of him. He made us get used to good quality, so now we expected an album that would outdo Dudu [his last Turkish language album before Metamorfoz]. He did not succeed. He keeps repeating himself, this album is like his previous ones.

## Над альбомом работали
- Продюсеры: Озан Чолаколу, Таркан
- Звукорежиссёр: Озан Чолаколу
- Микс: Озан Чолаколу
- Мастеринг: Miles Showell / Metropolis Group Ltd.
- Фотограф: Тамер Йилмаз
- Парикмахер: Йилдирим Юздэмир
- Макияж: Нэриман Эрёз
- Оформление: Измаил Айлакджи, Онур Гюндёл
- Электрогитара: Джен Шэнгюн
- Акустическая гитара: Джен Шэнгюн, Михаэль Алаф
- Бас-гитара: Алп Эрсёпмез
- Синтезатор: Гюндэм Грубу
- Ударные: Михмед Акатай

## Хронология выхода
| Дата выхода    | Страна           |
| -------------- | ---------------- |
| 10 марта 2007  | Турция           |
| 1 февраля 2008 | Германия         |
| 8 февраля 2008 | Европейский союз |